# Cyprichromis pavo
Cyprichromis pavo és una espècie de peix de la família dels cíclids i de l'ordre dels perciformes.

## Morfologia
Els mascles poden assolir els 9,7 cm de longitud total.

## Distribució geogràfica
És endèmic de la República Democràtica del Congo.